# Pabo
Pabo(파보, パボ)는 일본의 후지 텔레비전 계열에서 방송되고 있는 퀴즈 프로그램 《퀴즈! 헥사곤》에서 탄생한 여성 아이돌 그룹이다.
그룹명 파보는 한국어의 바보에서 유래했다. 한국어의 로마자 표기법에 따르면 Babo가 옳지만, 일본인에게는 "파보"로 들리기 때문에(한국어 음운론 문서 참조) Pabo로 로마자화되어 정식 명칭으로 정착되었다.

## 구성원
- 사토다 마이(里田 まい)
- 스잔느(スザンヌ, Suzanne) (본명 : 야마모토 사에(山本 紗衣))
- 키노시타 유키나(木下 優樹菜)

## 음악

### 싱글
- 파보 명의

1. 《사랑의 헥사곤》 (恋のヘキサゴン 코이노 헤키사곤[*]) (2007년 9월 26일 발매. 발매원 R and C)
2. 《행복해지자/사랑》 (幸せになろう/恋 시아와세니나로우/코이[*]) (2010년 3월 17일 발매. 발매원 R and C)
  - 나노수퍼마일드세븐과의 양 A면 싱글.

- 알라딘 명의 (수치심과의 합동곡)

1. 《햇빛은, 또 오른다》 (陽は、また昇る 아리、잇타케[*]) (2008년 7월 30일 발매. 발매원 R and C)

### 앨범
1. 《WE LOVE 헥사곤》 (WE LOVE ヘキサゴン WE LOVE 헤키사곤[*]) (2008년 10월 22일 발매. 발매원 Pony Canyon)
  - 《사랑의 헥사곤〈2008mix〉》 (恋のヘキサゴン〈2008mix〉 코이노 헤키사곤[*])／《그린 플래쉬 전설》 (グリーンフラッシュ伝説 그린 플래쉬 덴세츠[*]) 수록.
2. 《WE LOVE 헥사곤 2009》 (WE LOVE ヘキサゴン 2009 WE LOVE 헤키사곤 2009[*]) (2009년 10월 21일 발매. 발매원 Pony Canyon)
  - 《사랑을 하자》 (恋をしようよ 코이오 시요요[*])／스베라즈 《하나 500엔으로 매입하겠습니다〈with Pabo ver.〉》 (ひとつ500円で買い取らせていただきます〈with Pabo ver.〉 히토츠 500엔데 카이도루 세이데 다다키마스[*]) 수록.
3. 《WE LOVE 헥사곤 2011》 (WE LOVE ヘキサゴン 2011 WE LOVE 헤키사곤 2011[*]) (2011년 11월 23일 발매. 발매원 Pony Canyon)
  - 《사랑을 하자》 (恋をしようよ 코이오 시마시타[*]) 수록.